# Спартанбург (Південна Кароліна)
Спартанбург (англ. Spartanburg) — місто (англ. city) в США, адміністративний центр округу Спартанберг штату Південна Кароліна. Населення — 38 732 особи (2020).

## Географія
Спартанбург розташований за координатами 34°56′32″ пн. ш. 81°55′37″ зх. д. / 34.94222° пн. ш. 81.92694° зх. д. (34.942294, -81.926907).  За даними Бюро перепису населення США в 2010 році місто мало площу 51,51 км², з яких 51,20 км² — суходіл та 0,30 км² — водойми.

### Клімат
| Клімат : Спартанбург | Клімат : Спартанбург | Клімат : Спартанбург | Клімат : Спартанбург | Клімат : Спартанбург | Клімат : Спартанбург | Клімат : Спартанбург | Клімат : Спартанбург | Клімат : Спартанбург | Клімат : Спартанбург | Клімат : Спартанбург | Клімат : Спартанбург | Клімат : Спартанбург | Клімат : Спартанбург |
| Показник | Січ.                 | Лют.                 | Бер.                 | Квіт.                | Трав.                | Черв.                | Лип.                 | Серп.                | Вер.                 | Жовт.                | Лист.                | Груд.                | Рік                  |
| Абсолютний максимум, °C | 26,1                 | 27,8                 | 32,2                 | 34,4                 | 35,6                 | 38,3                 | 41,1                 | 41,1                 | 36,7                 | 34,4                 | 28,9                 | 26,7                 | 41,1                 |
| Середній максимум, °C | 12,6                 | 15,1                 | 19,5                 | 24,3                 | 27,8                 | 31,3                 | 32,9                 | 32,0                 | 28,9                 | 24,4                 | 18,6                 | 12,9                 | 23,3                 |
| Середній мінімум, °C | −1,1                 | 0,2                  | 4,4                  | 8,7                  | 13,6                 | 18,0                 | 20,2                 | 19,7                 | 16,2                 | 9,4                  | 4,7                  | 0,8                  | 9,6                  |
| Абсолютний мінімум, °C | −20,6                | −14,4                | −11,1                | −5,6                 | −1,7                 | 2,8                  | 10,6                 | 7,8                  | 1,7                  | −5                   | −9,4                 | −17,8                | −20,6                |
| Норма опадів, мм | 104                  | 112                  | 137                  | 99                   | 112                  | 122                  | 117                  | 102                  | 102                  | 102                  | 91                   | 104                  | 1303                 |
| Вологість повітря, % | 56.5                 | 65.0                 | 64.0                 | 64.0                 | 65.5                 | 69.0                 | 71.0                 | 73.5                 | 74.5                 | 72.5                 | 67.0                 | 66.0                 | 68.5                 |
| --- | -------------------- | -------------------- | -------------------- | -------------------- | -------------------- | -------------------- | -------------------- | -------------------- | -------------------- | -------------------- | -------------------- | -------------------- | -------------------- |
| Джерело: http://www.climate-zone.com/climate/united-states/south-carolina/greenville-spartanburg/ http://www.weather.com/weather/wxclimatology/monthly/graph/USSC0325 |                      |                      |                      |                      |                      |                      |                      |                      |                      |                      |                      |                      |                      |

## Демографія
Згідно з переписом 2010 року, у місті мешкало 37 013 осіб у 15 184 домогосподарствах у складі 8909 родин. Густота населення становила 719 осіб/км².  Було 17516 помешкань (340/км²).
Расовий склад населення:
| - 49,3 % — чорних або афроамериканців - 45,6 % — білих - 1,8 % — азіатів - 0,2 % — корінних американців - 1,3 % — осіб інших рас |

До двох чи більше рас належало 1,8 %. Частка іспаномовних становила 3,4 % від усіх жителів.
За віковим діапазоном населення розподілялося таким чином: 23,5 % — особи молодші 18 років, 61,9 % — особи у віці 18—64 років, 14,6 % — особи у віці 65 років та старші. Медіана віку мешканця становила 35,5 року. На 100 осіб жіночої статі у місті припадало 79,0 чоловіків;  на 100 жінок у віці від 18 років та старших — 73,4 чоловіків також старших 18 років.
Середній дохід на одне домашнє господарство  становив 50 030 доларів США (медіана — 35 126), а середній дохід на одну сім'ю — 60 371 долар (медіана — 39 266). Медіана доходів становила 36 680 доларів для чоловіків та 30 599 доларів для жінок. За межею бідності перебувало 27,2 % осіб, у тому числі 45,1 % дітей у віці до 18 років та 14,2 % осіб у віці 65 років та старших.
Цивільне працевлаштоване населення становило 15 522 особи. Основні галузі зайнятості: освіта, охорона здоров'я та соціальна допомога — 27,4 %, виробництво — 19,2 %, роздрібна торгівля — 12,5 %, мистецтво, розваги та відпочинок — 10,8 %.

## Відомі особистості
У місті помер:
- Шандор Теслер (1903—2000) — угорсько-американський підприємець та філантроп.

## Фотогалерея

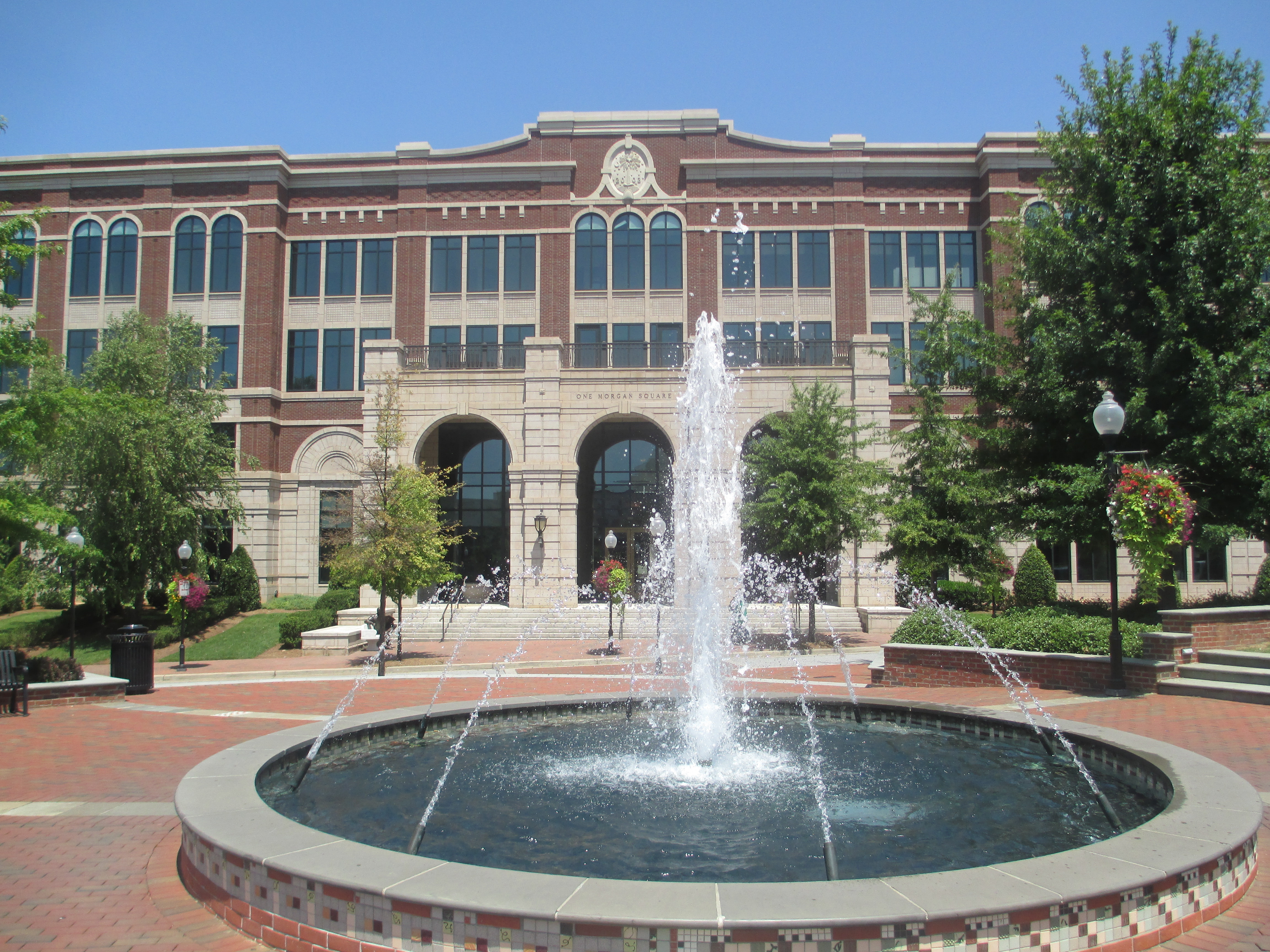
Фонтан на площі Моргана
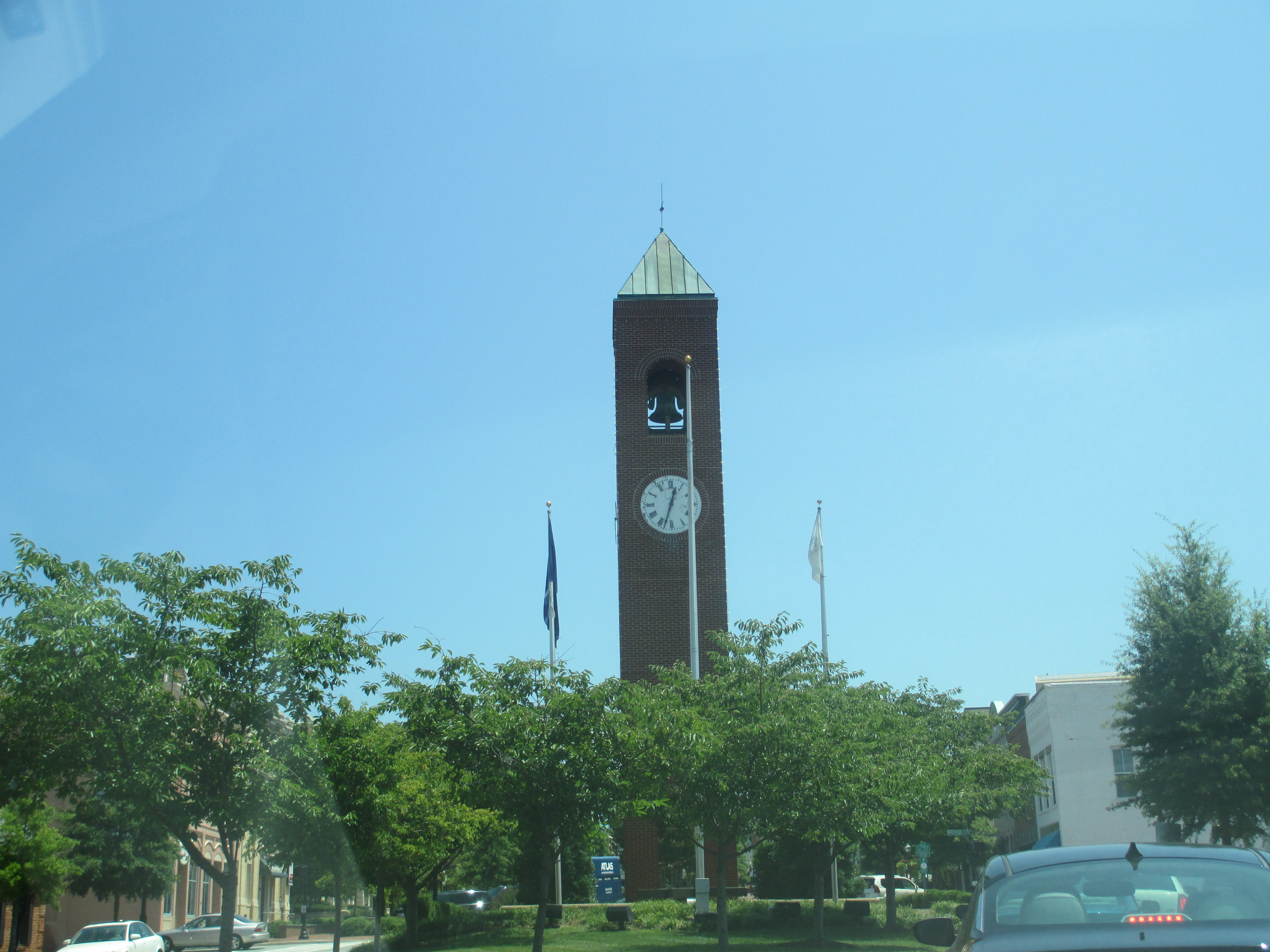
Башта з годинником
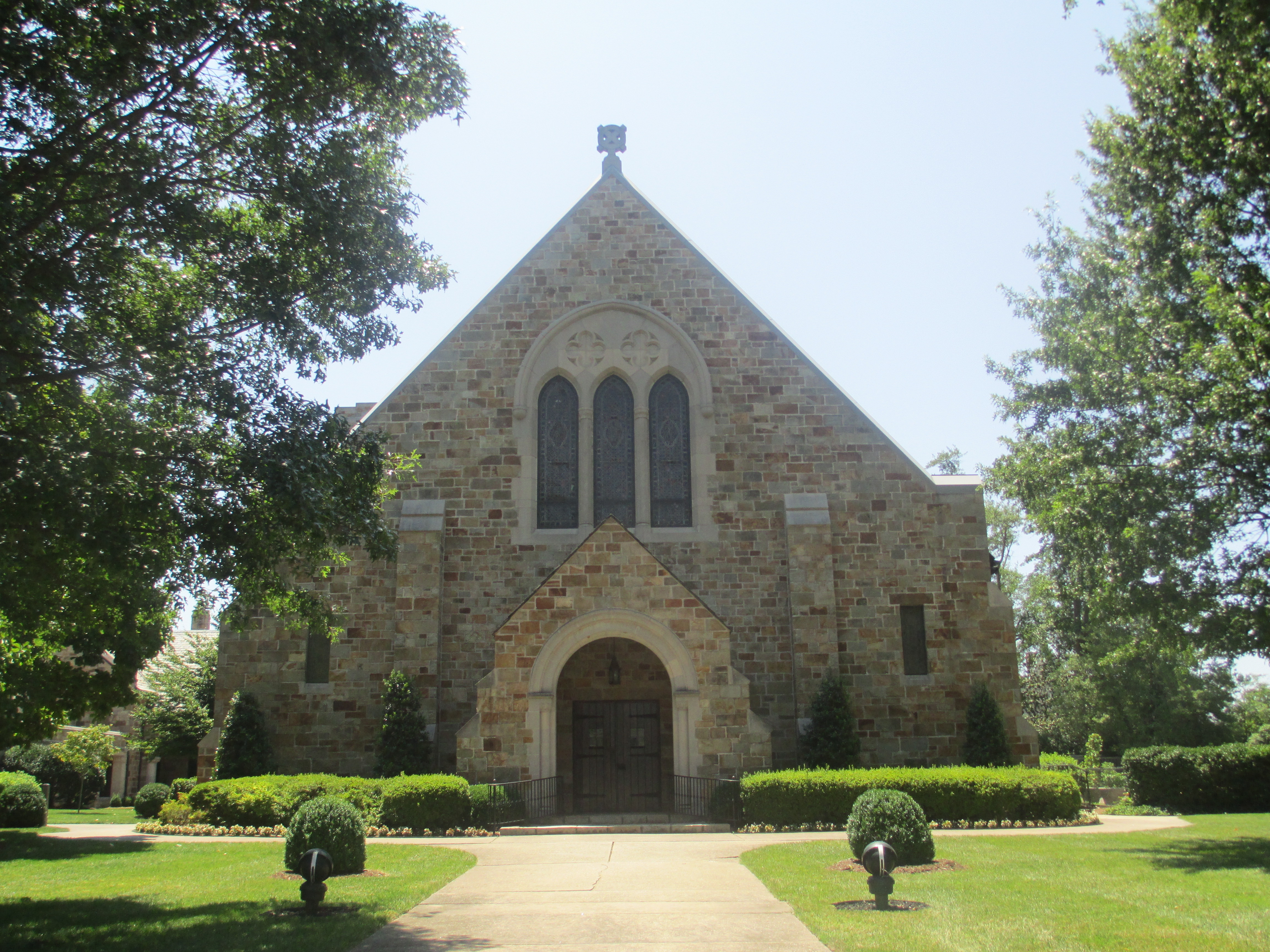
Перша пресвітеріанська церква
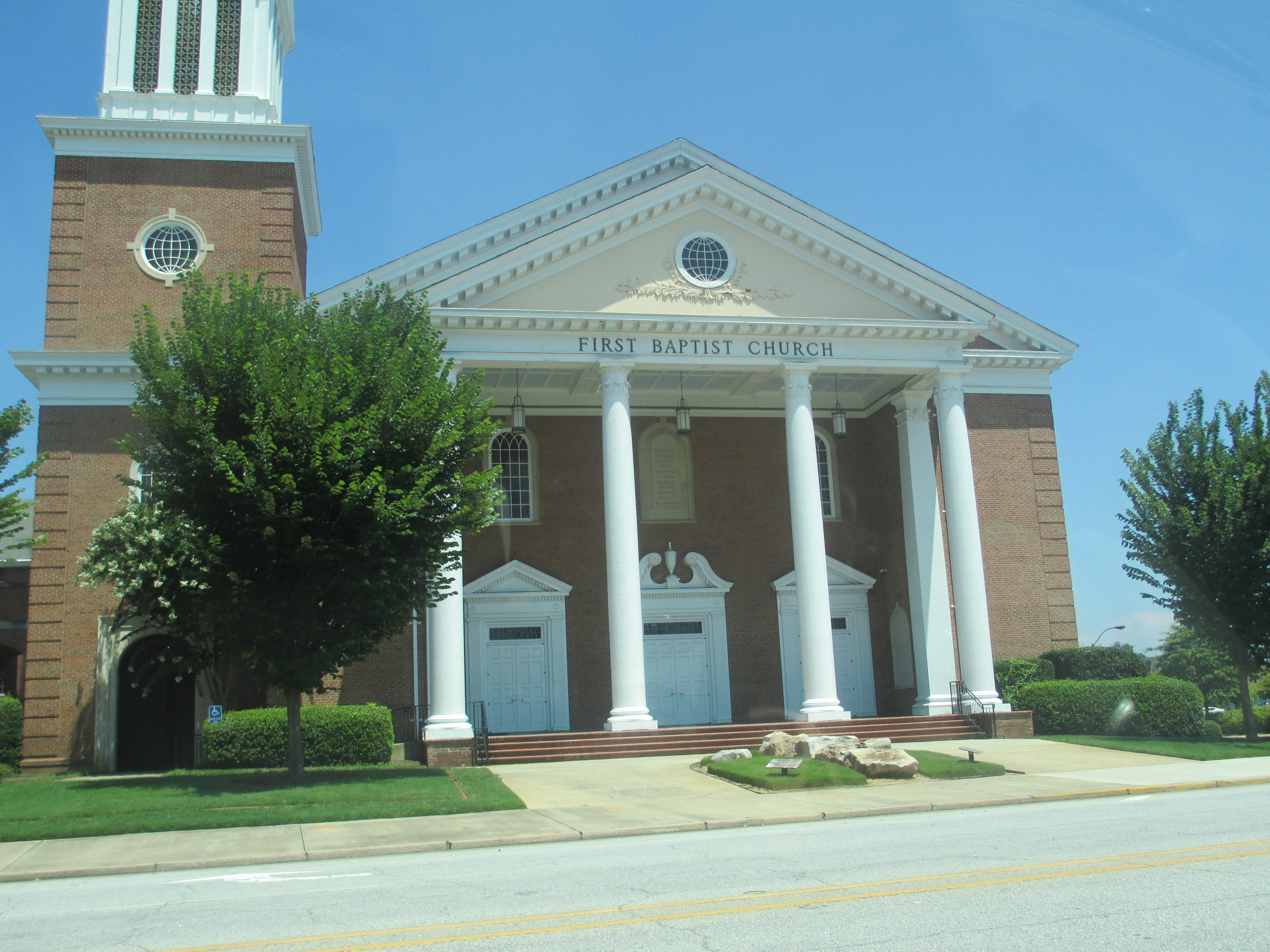
Перша баптистська церква
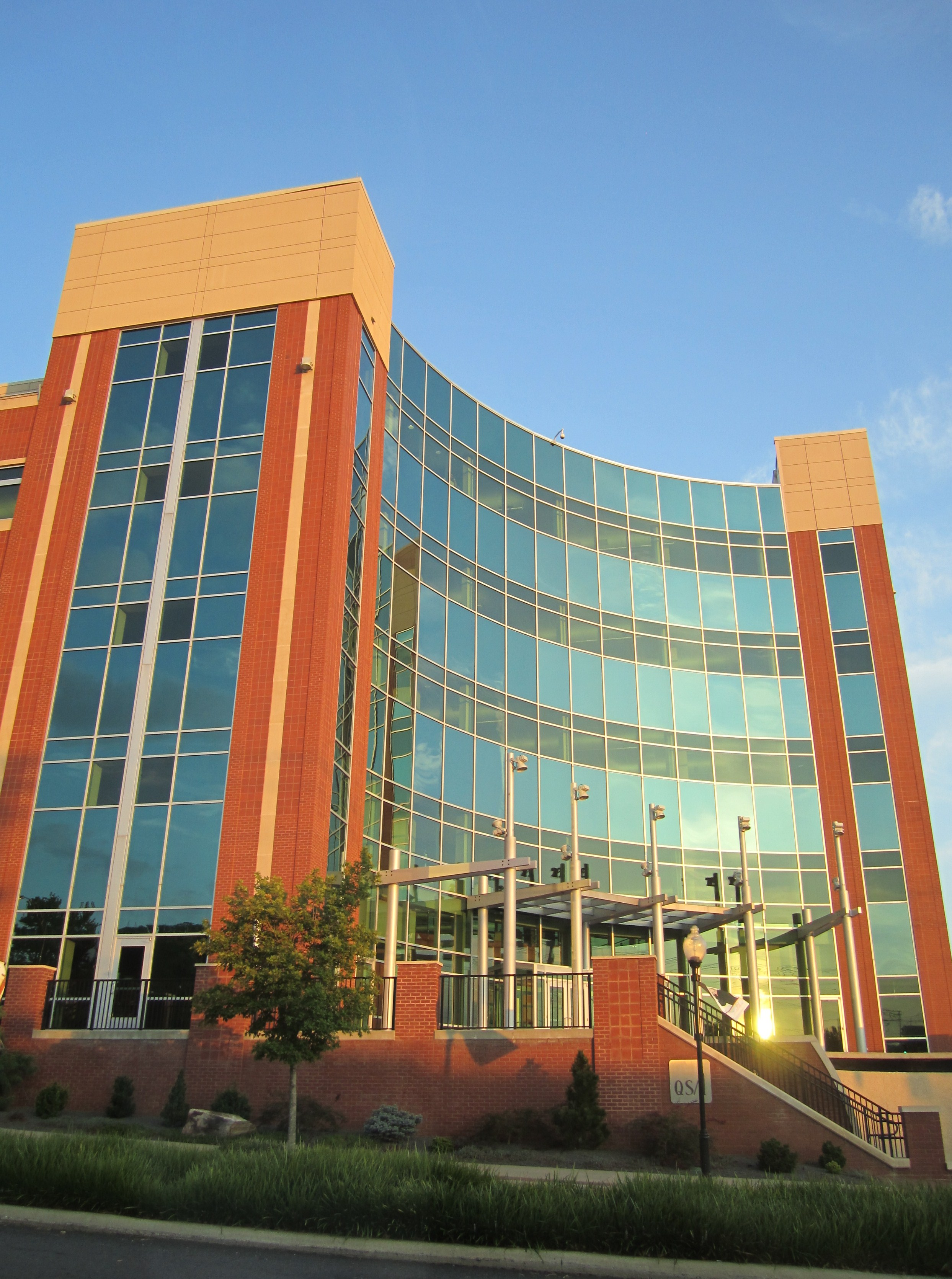
Штаб-квартира компаніїQS/1 Data Systems